# 福尔克·阿尔内维克
福尔克·阿尔内维克（瑞典語：Folke Alnevik，1919年12月31日—2020年8月17日），瑞典男子田径运动员，主攻400米赛跑。他曾代表瑞典参加1948年夏季奥林匹克运动会田径比赛，获得男子4×400米接力铜牌。